# Sainte Anne (Aurigny)
Pour les articles homonymes, voir Sainte-Anne.
Sainte Anne est une ville des îles Anglo-Normandes, sur l'île d'Aurigny, dans le bailliage de Guernesey.
La ville de Sainte-Anne compte environ 2 000 habitants sur les 2 400 personnes vivant sur l'île d'Aurigny. Elle est située à une quinzaine de kilomètres de la presqu'île du Cotentin séparée de la Normandie par le passage de la Déroute.
Les habitants sont surnommés traditionnellement les « Vaques » (les vaches) ou les « Lapins » en raison du grand nombre de lapins dans l'île.
La vieille cité de Sainte-Anne a gardé son cachet normand et français. L'église actuelle dédiée à Sainte-Anne a été construite au XIXe siècle par l'architecte George Gilbert Scott.
Juste au nord de la ville se trouve le port de Braye, protégé par une longue et puissante digue qui met à l'abri les installations portuaires et les bateaux du courant marin tumultueux du Swinge.

## Galerie photographique

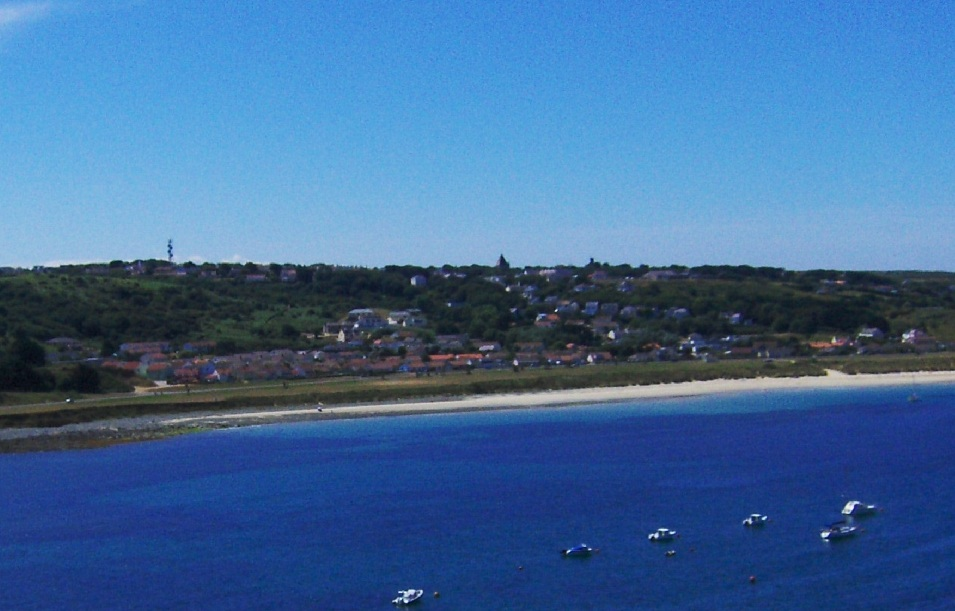
Vue de Sainte-Anne et de la côte d'Aurigny.
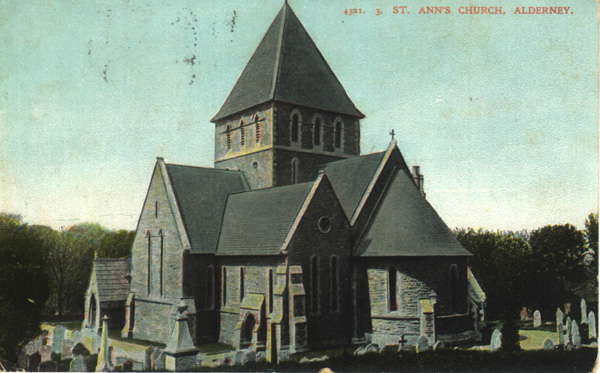
Église de Sainte-Anne.
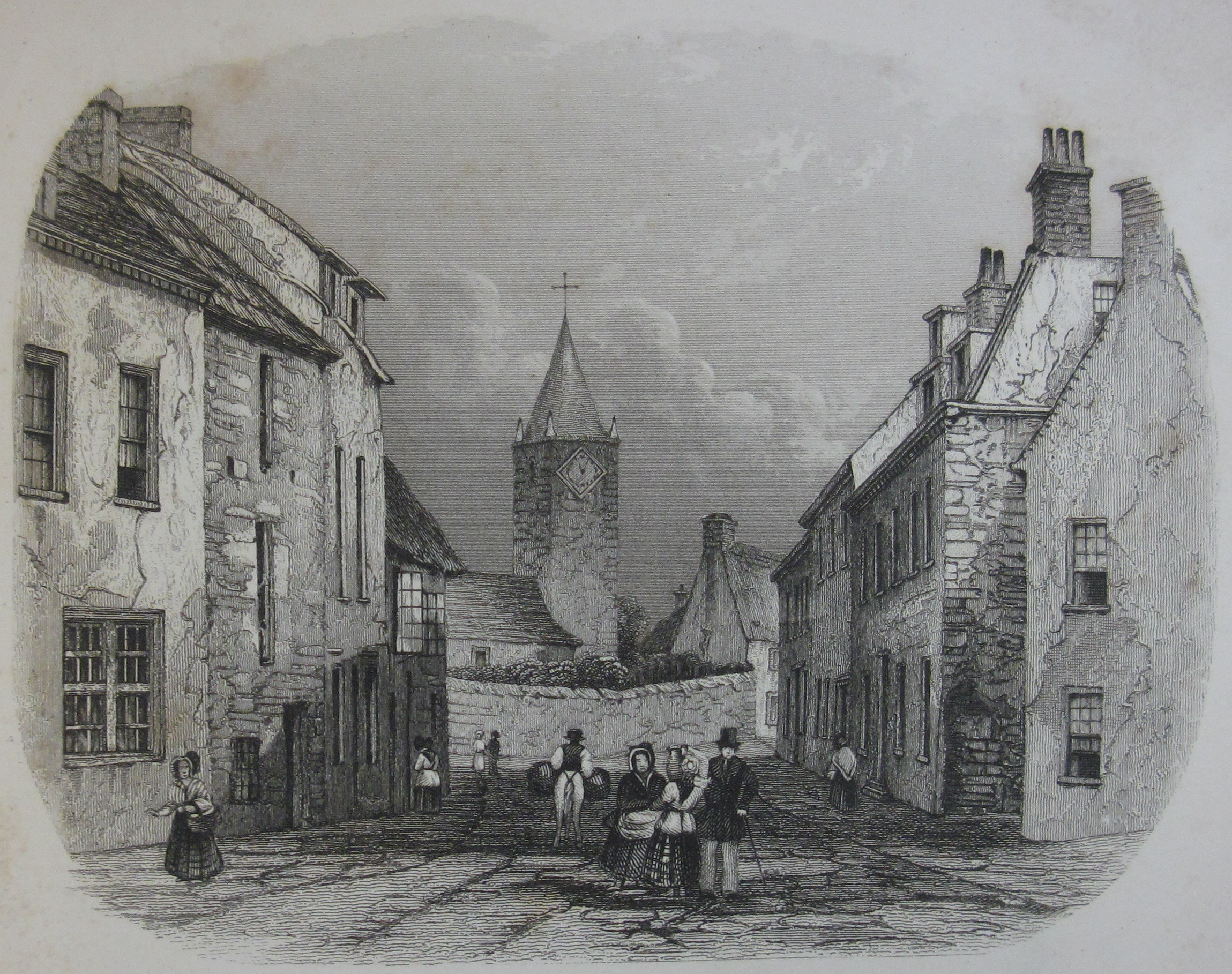
Iconographie de Sainte-Anne en 1840.
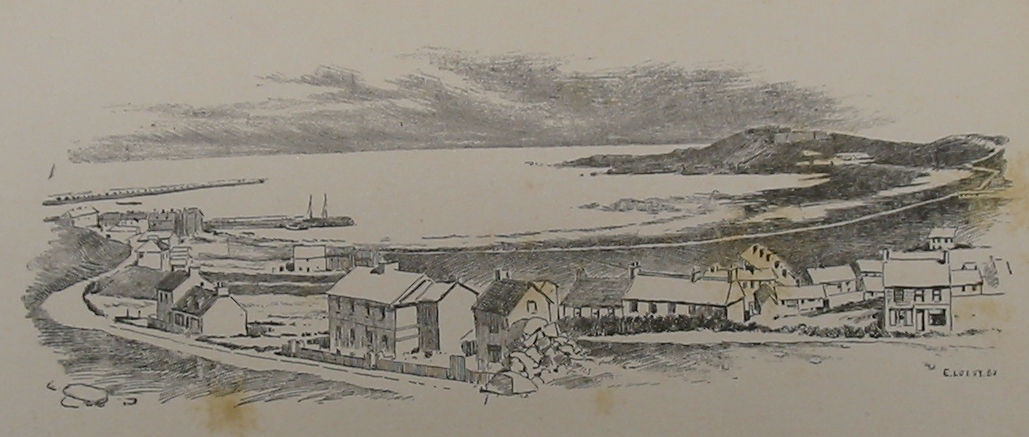
La baie et le port de Braye.
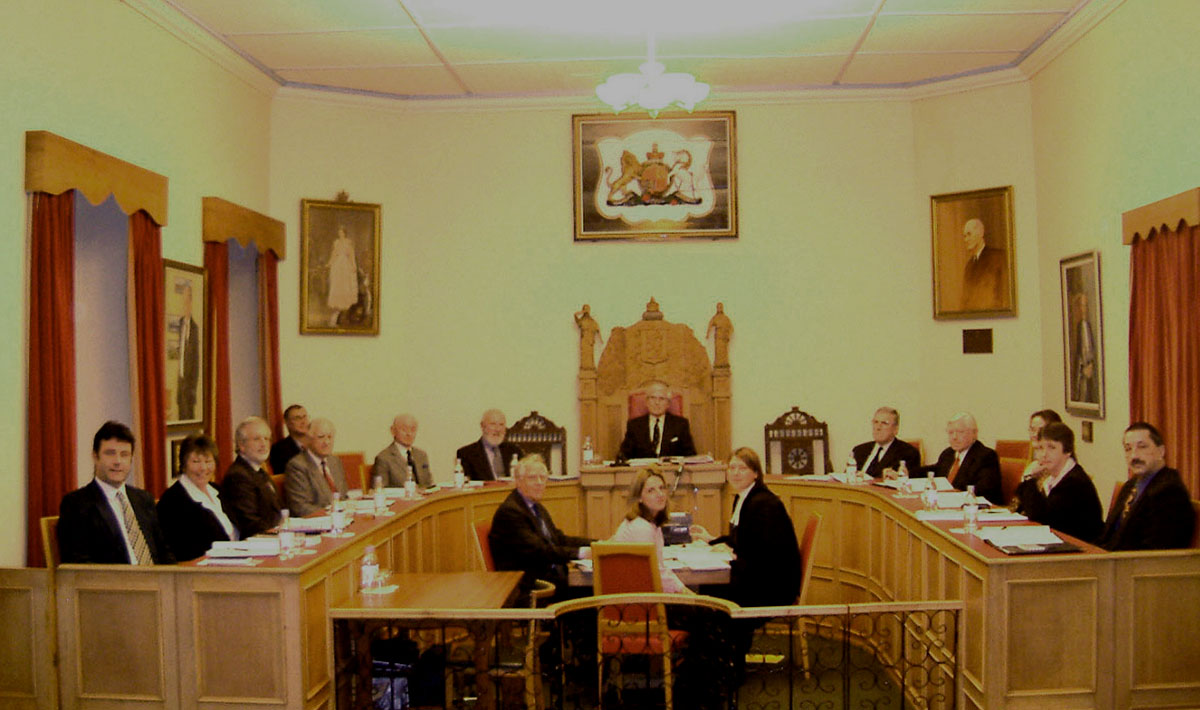
Conseil des représentants des États d'Aurigny.